# جیلین آدونگ
جیلین آدونگ (انگلیسی: Jilin Aodong) شرکت دولتی داروسازی چینی است، که در سال ۱۹۹۳ تأسیس شد.